# Sergei Schilkin
Sergei Apollonowitsch Schilkin (russisch Сергей Аполлонович Жилкин/Sergej Apollonovič Žilkin; * 27. Dezember 1915 in Petrograd; † 18. Juli 2007 in Berlin) war ein deutscher Unternehmer russischer Herkunft. Sein Vater war der St. Petersburger Spirituosenproduzent und Hoflieferant Apollon Fjodorowitsch Schilkin (* 14. Dezember 1877; † 24. Juni 1944; Grabstelle auf dem Friedhof Kaulsdorf in der Abt. I U-131), der mit seiner Familie 1921 nach Berlin emigrierte.

## Leben und Werk

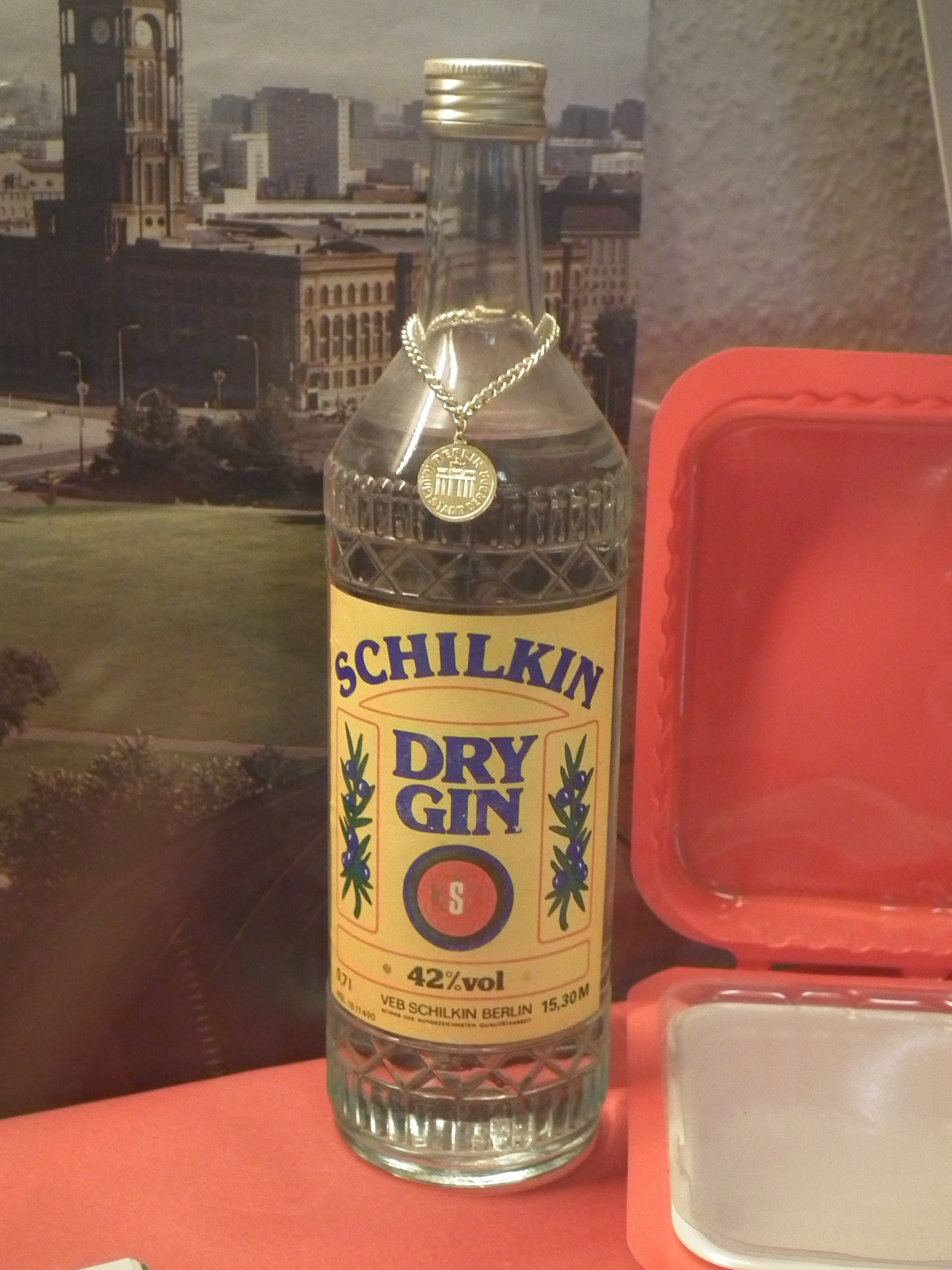
Dry Gin aus dem VEB Schilkin Berlin im DDR-Museum Pirna

Nach seinem Abitur, das er 1936 am Berlin-Karlshorster Immanuel-Kant-Gymnasium ablegte, studierte Sergei Schilkin ab 1938 an der damaligen Technischen Hochschule Berlin Maschinenbau und war seit 1944 Leiter des Instituts für Schweißtechnik der TH.
Von 1945 bis 1946 baute er neben seiner Arbeit als Dozent zusammen mit seiner Frau Erna die vom Vater in Berlin-Kaulsdorf errichtete und im Zweiten Weltkrieg zerstörte Spirituosenfabrik wieder auf. 1948 gab er seine Hochschultätigkeit auf und entwickelte die Firma später zu einer der qualitativ führenden Produktionsstätten der DDR. Der zwischenzeitliche Betrieb mit staatlicher Beteiligung wurde 1971 „in Volkseigentum überführt“, Schilkin blieb jedoch noch für ein Jahrzehnt bis zu seiner Pensionierung Betriebsleiter des Volkseigenen Betriebs VEB Schilkin Berlin. Der Betrieb war bis 1990 in das Kombinat Spirituosen, Wein und Sekt eingebunden.
Nach der Reprivatisierung 1990 übernahm Sergei Schilkin nochmals die Leitung der jetzt Schilkin GmbH & Co. KG genannten Firma. Nachdem er 1992 die operative Geschäftsführung an seinen Schwiegersohn Peter Mier abgegeben hatte, nahm er weiterhin intensiven Einfluss auf die Entwicklung des Betriebes, die insbesondere durch die Reaktivierung traditioneller Wodka-Marken nach alten Familienrezepturen und die Gründung von Zweigbetrieben in Sankt Petersburg und in den Vereinigten Staaten gekennzeichnet war. 1995 veröffentlichte er seine Memoiren unter dem Titel Hoffe, solange du atmest. Schilkin ist auf dem Friedhof Kaulsdorf bestattet.
Sergei Schilkin war Ehrenpräsident des Bundesverbands der Deutschen Spirituosen-Industrie und -Importeure und des Verbandes der mitteldeutschen Spirituosen-Industrie. Er und die von ihm gegründete Schilkin-Stiftung förderten den Tierpark Berlin und verschiedene soziale und kulturelle Projekte in den Berliner Ortsteilen Kaulsdorf und Biesdorf. Er wurde nach der Wende Mitglied der SPD.
Sergei Schilkin wurde in der DDR 1972 mit dem Vaterländischen Verdienstorden in Bronze und im wiedervereinigten Deutschland mit dem Bundesverdienstkreuz ausgezeichnet.